# Liste der tschechischen Abgeordneten zum EU-Parlament (2014–2019)
Die Liste der tschechischen Abgeordneten zum EU-Parlament (2014–2019) listet alle tschechischen Mitglieder des 8. Europäischen Parlaments nach der Europawahl in Tschechien 2014 auf.

## Mandatsstärke der Parteien
| Nationale Partei                                              | Fraktion | Mandate |
| ------------------------------------------------------------- | -------- | ------- |
| ANO 2011                                                      | ALDE     | 04      |
| TOP 09 / Starostové a nezávislí                               | EVP      | 04      |
| Česká strana sociálně demokratická                            | S&D      | 04      |
| Komunistická strana Čech a Moravy                             | GUE-NGL  | 03      |
| Křesťanská a demokratická unie – Československá strana lidová | EVP      | 03      |
| Občanská demokratická strana                                  | EKR      | 02      |
| Svobodní                                                      | EFFD     | 01      |
| SUMME                                                         |          | 21      |

## Abgeordnete
| Bild | Name              | geb. | MEP seit     | Partei   | Fraktion | Kommentar                         |
| ---- | ----------------- | ---- | ------------ | -------- | -------- | --------------------------------- |
|      | Dita Charanzová   | 1975 | 1. Juli 2014 | ANO      | ALDE     |                                   |
|      | Martina Dlabajová | 1976 | 1. Juli 2014 | ANO      | ALDE     |                                   |
|      | Petr Ježek        | 1955 | 1. Juli 2014 | ANO      | ALDE     |                                   |
|      | Jan Keller        | 1955 | 1. Juli 2014 | ČSSD     | S&D      |                                   |
|      | Jaromír Kohlíček  | 1953 | 4. Feb. 2016 | KSČM     | GUE-NGL  | für Miloslav Ransdorf nachgerückt |
|      | Kateřina Konečná  | 1981 | 1. Juli 2014 | KSČM     | GUE-NGL  |                                   |
|      | Petr Mach         | 1975 | 1. Juli 2014 | Svobodní | EFFD     | am 31. August 2017 ausgeschieden  |
|      | Jiří Maštálka     | 1956 | 1. Juli 2014 | KSČM     | GUE-NGL  |                                   |
|      | Luděk Niedermayer | 1966 | 1. Juli 2014 | TOP 09   | EVP      |                                   |
|      | Jiří Payne        | 1956 | 5. Sep. 2017 | Svobodní | EFFD     | für Petr Mach nachgerückt         |
|      | Pavel Poc         | 1964 | 1. Juli 2014 | ČSSD     | S&D      |                                   |
|      | Miroslav Poche    | 1978 | 1. Juli 2014 | ČSSD     | S&D      |                                   |
|      | Stanislav Polčák  | 1966 | 1. Juli 2014 | STAN     | EVP      |                                   |
|      | Jiří Pospíšil     | 1975 | 1. Juli 2014 | TOP 09   | EVP      |                                   |
|      | Miloslav Ransdorf | 1953 | 1. Juli 2014 | KSČM     | GUE-NGL  | am 22. Januar 2016 verstorben     |
|      | Olga Sehnalová    | 1968 | 1. Juli 2014 | ČSSD     | S&D      |                                   |
|      | Michaela Šojdrová | 1963 | 1. Juli 2014 | KDU-ČSL  | EVP      |                                   |
|      | Jaromír Štětina   | 1943 | 1. Juli 2014 | TOP 09   | EVP      |                                   |
|      | Pavel Svoboda     | 1962 | 1. Juli 2014 | KDU-ČSL  | EVP      |                                   |
|      | Pavel Telička     | 1965 | 1. Juli 2014 | ANO      | ALDE     |                                   |
|      | Evžen Tošenovský  | 1956 | 1. Juli 2014 | ODS      | EKR      |                                   |
|      | Jan Zahradil      | 1963 | 1. Juli 2014 | ODS      | EKR      |                                   |
|      | Tomáš Zdechovský  | 1979 | 1. Juli 2014 | KDU-ČSL  | EVP      |                                   |